# 約束の七夜祭り
『約束の七夜祭り』（やくそくのななやまつり）は、YouTubeのXFLAG ANIMEチャンネルで配信されたWebアニメ。

## 概要
アニメ版『モンスターストライク』シリーズを手掛けるXFLAG製作の七夕をテーマにした約1時間のオリジナル長編アニメーション。
当初は七夕に合わせて2018年7月7日に配信予定だったが、制作スケジュールの遅れに加え同年の豪雨災害を連想するシーンがあったため、当該シーンを編集させた上で同年8月3日に延期となった。
連動コラボとして『ファイトリーグ』『モンスターストライク』で期間限定イベント、期間限定キャラが登場。

## 登場人物
三波羅星真（みはら しょうま）
声 - 斉藤壮馬
本作の主人公。幼馴染の敦史から3年半ぶりに来たメールから、不思議な祭りに彦星（牽牛）として選ばれ、祭りで起きた騒動に巻き込まれる。
瀬ノ沢志織（せのざわ しおり）
声 - 山本希望
祭りの織姫として選ばれた少女。姉・香織とバス旅行中に集中豪雨に巻き込まれ、その際に起きた転落事故に巻き込まれ重傷を負ってしまうが、自身を庇って亡くなった姉の内臓を移植された。
カンナ
声 - 嶺内ともみ
祭り推進用インターフェイス、祭り運営AI。仮想神体としてホログラフで現れる。
藤井敦史（ふじい あつし）
声 - 山下大輝
星真の幼馴染。東京に引っ越して以来3年半音沙汰がなく、久方のメールで星真を祭りのある場所へ誘う。
瀬ノ沢香織（せのざわ かおり）
声 - 千本木彩花
志織の姉。集中豪雨によって起きたバス事故で志織を庇って亡くなり、その際重傷を負った志織に内臓を移植された。
姫武者・湖月姫（こげつひめ）
声 - 福原綾香
文献しか残っていない過去の人物を疑似的に構成した仮想人格の姫武者。
総大将・中条定清
声 - 柳田淳一
仮想人格の武者。
大将・平野源右衛門
声 - 手塚ヒロミチ
仮想人格の武者。
武者・茂兵衛
声 - 石谷春貴
仮想人格の武者。
ムスヒ
祭りのシステム。人間探求のためにライフアプリ『ほしのめぐり』でユーザーのライフログを統合して、人格複製を仮想人格としてバーチャル空間内に精製しており、祭りの終盤に参加者が会いたかった故人と逢わせる。
ニャニャコロビ
作中に現れる隠れキャラ。『ファイトリーグ』からのゲスト出演。
星真の母
声 - 豊崎愛生
敦史の母
声 - 大原さやか
棟梁
声 - 武虎
みつる
声 - 石谷春貴
なおと
声 - 坂泰斗
咲
声 - 松田利冴
母
声 - 八百星杏
たく
声 - 篠原侑
村人
声 - 熊木杏里
音声アナウンス
声 - 小松奈生子

## スタッフ
- 原案・絵コンテ・演出・監督 - 村田和也
- 脚本協力 - 谷村大四郎、shachi
- 企画プロデューサー - 平澤直
- キャラクターデザイン原案 - 海島千本
- モンスターデザイン原案 - 飯島弘也
- アニメーションデザイン・作画監修 - まじろ
- 美術設定 - 橋口コウジ
- 小物設定 - 村山章子
- 美術監督 - 橘ヒロツグ（鹿児島ラメカヒリム）
- 色彩設計 - 小島真喜子（スタジオ・ロード）
- 撮影監督 - 山口侑真（レアトリック）
- 編集 - 坂本久美子
- 音響監督 - 明田川仁
- 音楽 - 岩代太郎
- プロデューサー - 前野ジョナサン和志
- 制作 - 横浜アニメーションラボ
- 作画監督 - 横浜アニメーションラボ（式部美代子、今橋明日菜、阪野日香莉）、近藤圭一、王國年、應地千晶、橋本有加、嵩本樹、飯島弘也、頂真司
- 脚本・製作 - XFLAG スタジオ

## 主題歌
主題歌「あわい」
作詞・作曲・歌 - 熊木杏里 / 編曲 - キタニタツヤ